# موريس إس. أرنولد
موريس إس. أرنولد (بالإنجليزية: Morris S. Arnold)‏ هو محامي وقاضي ومؤرخ أمريكي، ولد في 8 أكتوبر 1941 في تيكساركانا في الولايات المتحدة.